# プロミスト・ランド (アルバム)
『プロミスト・ランド』は、ルルティアの3枚目のアルバム。

## 解説
2004年6月9日に発売された。全作詞作曲はルルティア。編曲はルルティア・佐藤鷹。
シングル曲「トロイメライ」「月千一夜」や、シングルとして発売が予定されていた（当時のCD番号はTOCT-4659）「アラベスク」等を含む全11曲収録。初回プレス盤は特典としてジャケット写真の特製ステッカーが封入されている。また、ステッカーの応募券で、『ルルティア文庫』の第3巻『プロミスト・ランド』が抽選で200名に配布されるキャンペーンが行われた。
本作は、「ハレルヤ」ではヴァイオリンを初めて演奏に取り入れたり、「maururu roa」では自身のアーティストネームの由来とされるタヒチ語で歌唱するなど、前2作のアルバムにはない新たな試みが行われている。なお、「maururu roa」の歌詞は掲載されていない。また、弦楽器によるセレモニーや地底を揺らすようにヘヴィなロック・サウンドと評されている。
CD-EXTRAとして、「愛し子よ」「ロスト バタフライ」「シャイン」「トロイメライ」のプロモーションビデオが収録されている。「トロイメライ」はシングルに収録されたものと冒頭の編集が若干異なっている。

## 収録曲
1. ハレルヤ
2. neo
  - JFN系『円都通信 -YEN TOWN REPORT-』内放送ラジオドラマ『ラッセ・ハルストレムがうまく言えない』劇中使用曲
3. アラベスク
4. シンシア
  - JFN系『円都通信 -YEN TOWN REPORT-』内放送ラジオドラマ『ラッセ・ハルストレムがうまく言えない』劇中使用曲
5. トロイメライ
6. ジゼル
7. 流れ星
8. メリー
9. GOLA
10. 月千一夜
11. maururu roa
  - JFN系『円都通信 -YEN TOWN REPORT-』内放送ラジオドラマ『ラッセ・ハルストレムがうまく言えない』最終話エンディングテーマ

## CD-EXTRA
- 「愛し子よ」VIDEO CLIP
- 「ロスト バタフライ」VIDEO CLIP
- 「シャイン」VIDEO CLIP
- 「トロイメライ」VIDEO CLIP